# آیتاو
آیتاو (قزاقی: Айтау) یک رشته کوه در کشور قزاقستان است.